# UFC 182
UFC 182: Jones vs. Cormier fue un evento de artes marciales mixtas celebrado por Ultimate Fighting Championship el 3 de enero de 2015 en el MGM Grand Garden Arena en Las Vegas, Nevada.

## Historia
El evento estelar contó con un combate por el campeonato de peso semipesado de UFC entre actual campeón Jon Jones y Daniel Cormier.
Se esperaba que Danny Castillo se enfrentará a Rustam Khabilov en el evento. Sin embargo, Khabilov fue forzado a dejar el combate por problemas con el visado. Paul Felder reemplazó a Khabilov en su lugar.
El 6 de enero, se anunció que Jones había dado positivo en un examen de drogas antes del evento. Jones dio positivo por benzoilecgonina, el metabolito principal de la cocaína. Debido a que la benzoilecgonina no está prohibida fuera de competencia por la Agencia Mundial Antidopaje, la NSAC dejó a Jones competir en el evento. A consecuencia de ello, Jones ha entrado inmediatamente en rehabilitación.

## Resultados
1. ↑  Por el Campeonato de Peso Semipesado de UFC.
2. ↑  Victoria por decisión unánime para Lombard (30-27, 30-27, 29-28). Resultado cambiado a "Sin resultado" después de que Lombard diera positivo por sustancias prohibidas.

## Premios extra
Cada peleador recibió un bono de $50,000.
- Pelea de la Noche: Jon Jones vs. Daniel Cormier
- Actuación de la Noche: Paul Felder y Shawn Jordan